# 野狐嶺の戦い
野狐嶺の戦い（やこれいのたたかい）は、1211年に野狐嶺（現在の河北省張家口市万全区）で行われたモンゴル帝国と金朝との間の戦闘。この会戦において大敗を喫した金軍主力は壊滅し、以後金軍はモンゴル軍の侵攻に対し敗北を重ねたため、モンゴル-金朝戦争の趨勢を決定づけた一戦であったと位置づけられている。
両国の主力軍が激突したこの戦いは長期間に渡り、戦場は広範囲に及んだため、戦闘の前半部分を「野狐嶺の戦い」、後半部分を「澮河堡の戦い」（かいかほのたたかい）と呼ぶこともある。なお、「野狐嶺」とは「ウネゲン・ダバー（ünegen daba、「狐峠」の意）」というモンゴル語の直訳で、漢文史料上では扼狐嶺/扼胡嶺/獾児觜と異訳されることもある。

## 背景
1206年（泰和6年/丙寅）、モンゴル高原を統一しモンゴル帝国を建国したチンギス・カンは、積極的な対外進出政策を取った。西夏国に出兵し、天山ウイグル王国の服属を受けて自信を深めると、チンギス・カンは遂に東アジア最大の大国であった金朝に狙いを定めた。また、この時点で形式上まだ金朝の朝貢国であったモンゴル帝国は1210年（大安2年/庚午）に金朝と断交し、1211年（大安3年/辛未）に「大モンゴル国」という国号を定め金朝への侵攻を開始した。モンゴル本土には僅か2千騎のみを残しての出陣であり、当時のモンゴル帝国軍の大部分を率いての侵攻であった。
一方、金朝の側では比較的安定した世宗・章宗の治世を経て国力としては全盛期を迎えていたが、章宗の在位時には内モンゴル草原の契丹人が叛乱を起こし、天災が相継ぐなど統治体制の揺らぎが見えつつあった。とりわけ、1206年の南宋による北伐（開禧用兵）は金朝から成立したばかりのモンゴル帝国に介入する余力を奪ってしまい、結果として金朝朝廷はモンゴル軍の南下を座して待つことになってしまった。
こうして、入念な準備を重ね挙国一致体制で金朝侵攻に挑むモンゴル帝国と、内憂外患を抱え北方対策に集中しきれない金朝という構図で両国の戦争は開始された。この戦役で最初に焦点となったのが内蒙草原とこの地に住まう契丹人の制圧であり、この方面における最大の激戦となったのが野狐嶺の戦いであった。

## 過程

### 金朝国営牧場の奪取

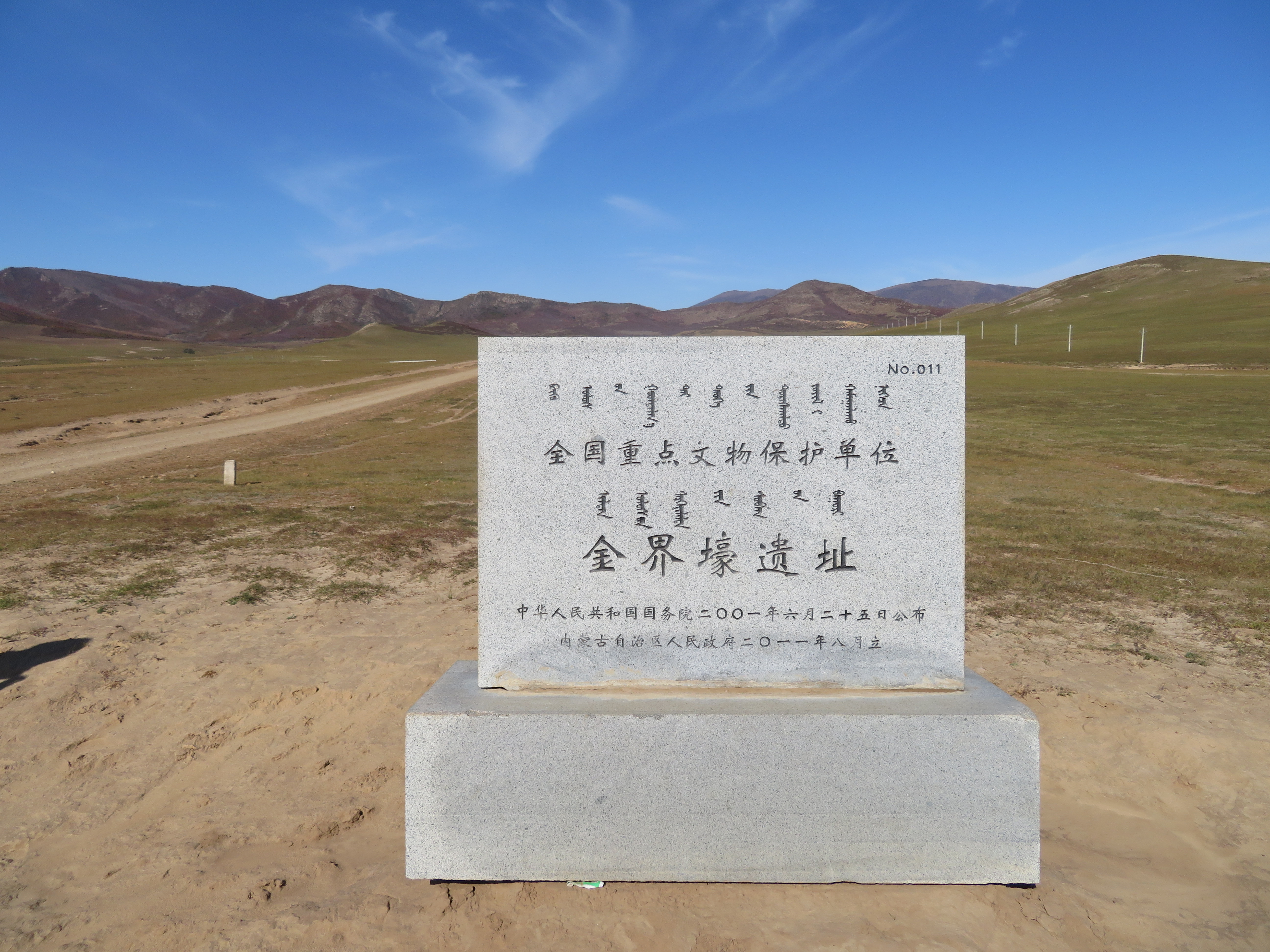
モンゴル高原の遊牧民の侵攻を阻むために建設された金界壕の遺址。

1211年（大安3年/辛未）初、モンゴル側では「羊の年（qonin jil）」と呼ぶ歳にモンゴル高原を発ったモンゴル軍は数カ月かけてゴビ沙漠を渡り、まず陰山山脈方面に現れた。この方面は金朝に隷属していたオングト部の領域であったが、既にオングト部当主のアラクシ・ディギト・クリはチンギス・カンに臣従しており、ここでモンゴル軍はしばし兵馬を休めた。然る後、モンゴル軍は手始めに内蒙草原の契丹人を制圧すべく現在シリンゴル草原と呼ばれる一帯に現れた。
金朝の側でも早くからモンゴル軍の大侵攻を察知しており、同年4月には宣徳行省と西京行枢密院という二つの出先機関を北方に新設し、これをモンゴル軍を迎え撃つための二個軍団とした。宣徳行省軍は独吉思義（千家奴）を司令官として完顔承裕（胡沙）・完顔承暉らが属し首都の中都への進軍を阻むことを役目とし、西京行枢密院は紇石烈執中（胡沙虎）が率い山西方面への侵攻を阻むことを目的とした。また、西北路招討使の粘合合達（粘合重山の祖父）を派遣してモンゴルとの和議を図っているが、モンゴル側からは一蹴されたようである。
同年5月-6月頃、金軍の予想を上回る速さで現れたモンゴル軍は大水濼・烏沙堡・烏月営といった金朝の拠点を次々攻略し、遂に金朝国営の大牧場の位置する昌州・桓州・撫州一帯を陥落させた。金軍との最初の本格的な戦闘に勝利したモンゴル軍は金朝国営牧場の大量の馬を奪取し、金朝への忠義を貫き戦死した石抹元毅を除く、多くの契丹人を配下に加えた。モンゴル軍がほとんど苦労することなく金朝国営牧場の奪取と契丹人の平定を成功させたのは、モンゴル帝国成立以前からチンギス・カンに仕えていた耶律阿海・耶律禿花兄弟による事前の根回しの結果であったと評されている。
この敗戦によって金軍は当時の軍団にとって最も重要であった馬群と強力な契丹人部隊の双方を一挙に失い、野戦において甚だしく不利な立場に置かれることになった。逆に、大量の戦利品（主に馬）を得たモンゴル軍は撫州を仮の拠点と定めて戦利品の分配を行い、兵馬を休めた。

### 野狐嶺の戦い

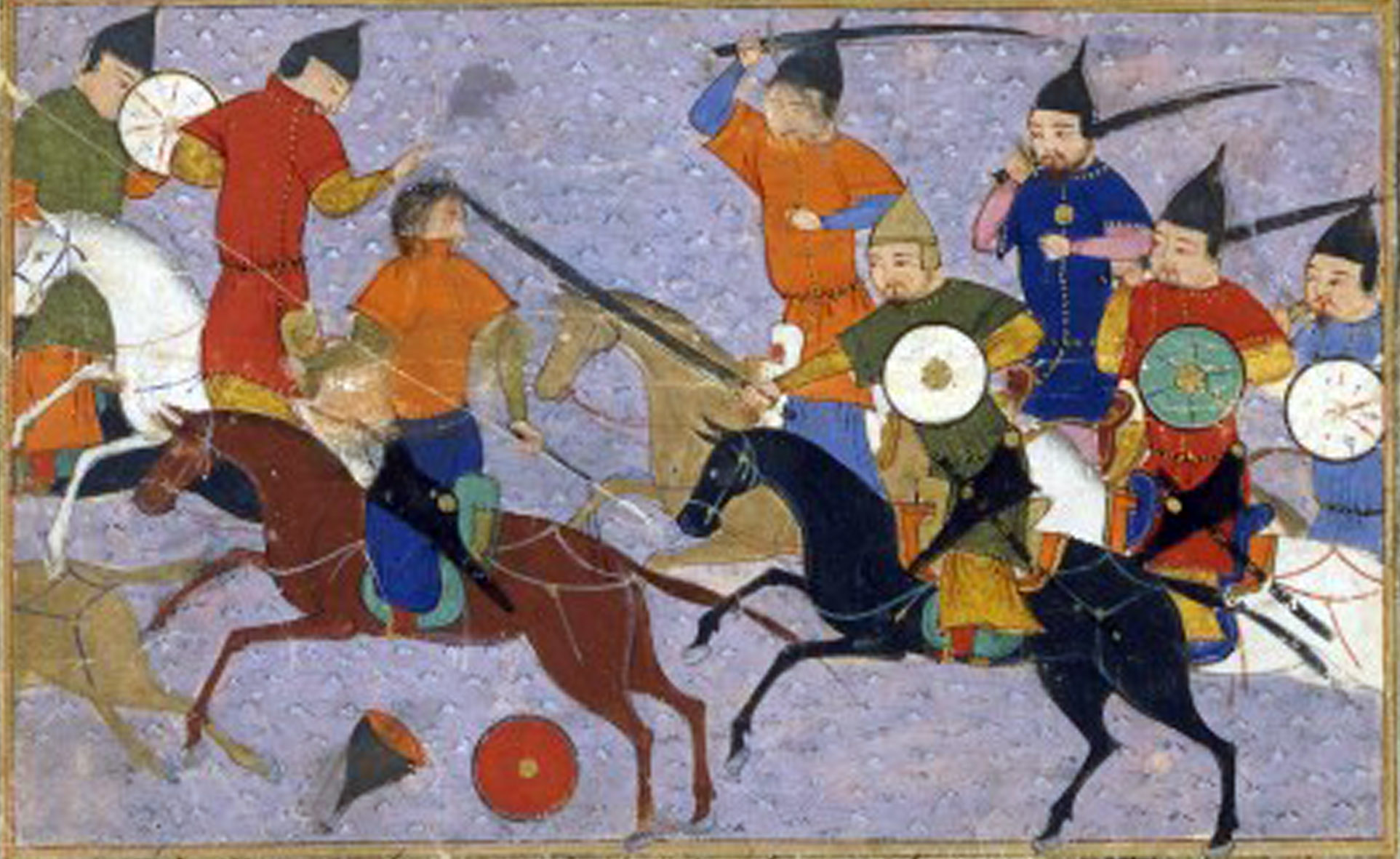
『集史』チンギス・カン紀所載の野狐嶺の戦いを描いた細密画（ミニアチュール）。

桓州・撫州一帯での戦闘に快勝したモンゴル軍に対し、金軍は対モンゴル戦の切り札と頼む宣徳行省軍が宣府・大同盆地の入り口に当たる野狐嶺一帯に布陣し、これ以上のモンゴル軍の南下を阻止する構えを見せた。『元史』太祖本紀などによるとこの軍団は30万と号していたという。『聖武親征録』によると金軍は招討使の紇石烈九斤と監軍の万奴を先鋒として野狐嶺に展開させ、参政の忽沙を後詰めとしたが、紇石烈九斤はこちらから打って出て戦利品の分配中のモンゴル軍を奇襲すべしとの契丹人軍師の献策を危険であると退け、モンゴル軍を迎え撃つ態勢を取った。また、紇石烈九斤は配下の契丹人でかつてチンギス・カンに見えたこともある石抹明安を最後の講和交渉の使者として派遣したが、チンギス・カンはこれを縛り上げさせて戦闘後に話しを聞くと述べ、遂に金軍主力との戦闘に挑んだ。
チンギス・カンは事前に養子で側近中の側近であるチャガンに金軍の陣容を偵察させおり、金軍は浮き足だっており畏れるに足りないとの報告を受けていた。実際に、金側の指揮官である完顔承裕は戦う前から戦意喪失して宣平に退却しようとし、先鋒を務めたいという土豪からの申し出も断っていた。かくして、1211年秋に野狐嶺で両軍は激突したものの戦意に欠ける金軍は惨敗し、敗走した金軍をモンゴル軍は追撃し、両軍は遂に澮河堡にまで至った。
澮河堡で後詰めの忽沙軍と合流し体勢を立て直した金軍は改めてモンゴル軍に決戦を挑んだため両軍は拮抗したが、最終的にチンギス・カンは直属の兵3,000を率いて金軍に突撃し、これが決定打となって金軍はほぼ壊滅した。『両朝綱目備要』によると一連の戦役は三日間にわたったとされ、モンゴル軍による長い追撃を受けた結果、100里余りにわたって金兵の死骸が連なっていたという。戦後、捕らえていた石抹明安と面会したチンギス・カンはモンゴルに仕えたいとの意思を見せた石抹明安を受け容れて金朝侵攻の将の一人に抜擢したとされるが、この逸話は有名であったためか『元史』石抹明安伝のみならず『聖武親征録』とペルシア語史料の『集史』チンギス・カン紀にも採録されている。

### 野狐嶺の戦い後の戦況

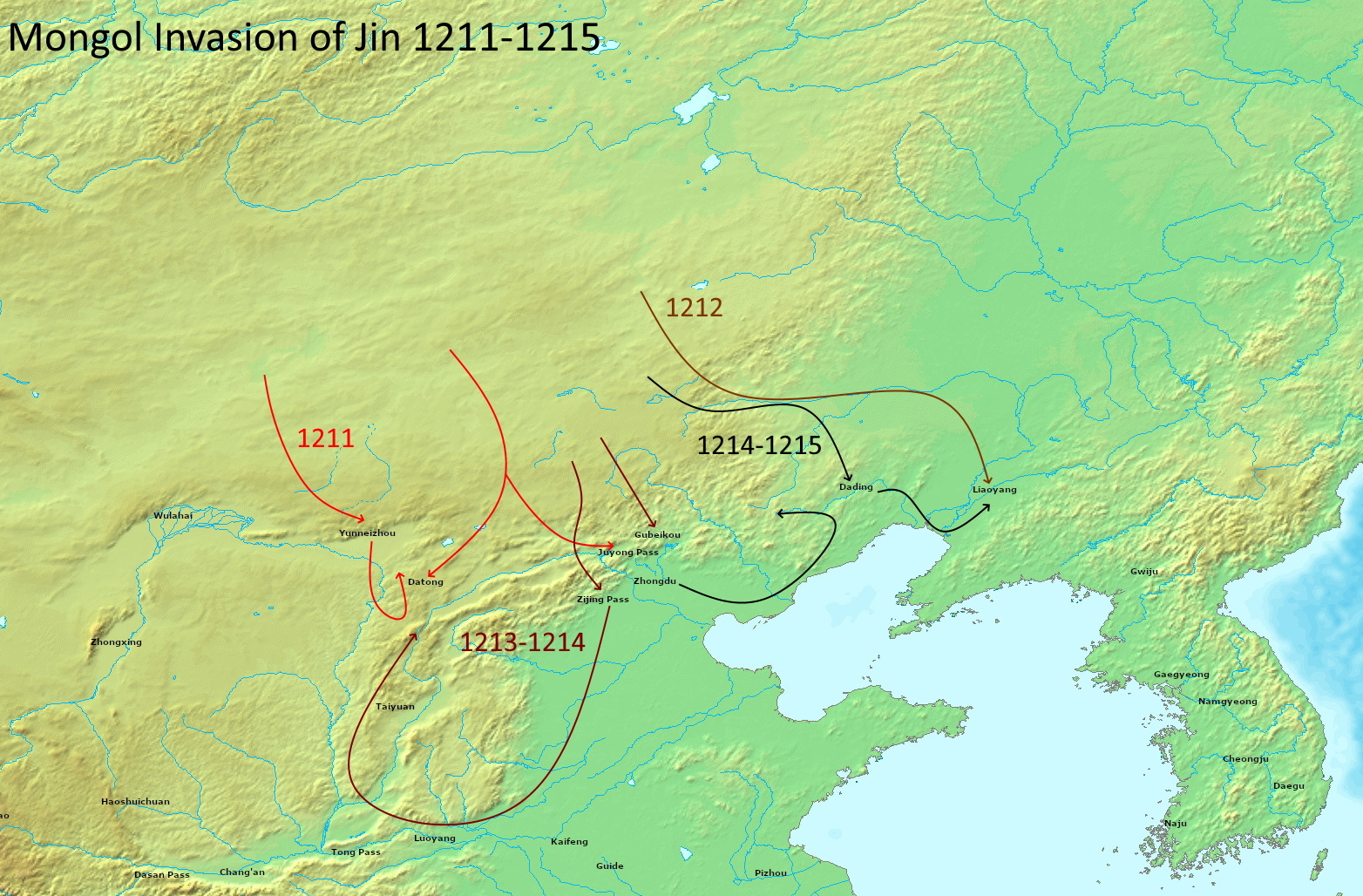
1211年-1215年のモンゴル軍の侵攻ルート。史料間で情報が錯綜しており、諸説ある内の一つを示している。

野狐嶺の戦いに至るまでの戦況は『聖武親征録』『金史』『元史』といった諸史料である程度一致するが、野狐嶺の戦い後から1213年に至るまでの戦況は諸史料で錯綜しており、互いに矛盾する全く異なる記述がされる。とりわけ情報が混乱しているのが『元史』太祖本紀で、明らかに同じ事件を伝える重複記事が10以上もある上に、「チンギス・カンは野狐嶺の戦い後に中都でなく西京（大同府）を目指した」とする他には見られない記述もしており、全く信用ができない。基本的に『金史』と『元史』は元代後半に編纂された史料であり後代の改竄が想定されるため、最も成立年代が早いとみられる『聖武親征録』に基づいた牧野修一の研究に基づいて1211年末-1213年初の戦況を以下に記す。
まず、野狐嶺の戦いにおける惨敗を知った金朝の側では1211年10月に壊滅した宣徳行省を廃止し、同年11月には全土から緊急の徴兵を行った。これに並行してかねてより対モンゴル戦での兵力分散策を批判していた徒単鎰が尚書左丞相に抜擢され、金軍全体の指揮権を掌握した。1212年正月には居庸関の偵察に来ていたモンゴル軍の小部隊を高琪率いる軍が破り、恐らくはこれと連動して西京行枢密院軍がモンゴル軍を阻むべく北上を始めた。一連のモンゴル軍への反撃策は徒単鎰によって主導されたものとみられる。
この頃、モンゴル軍は徳興まで至ったが金軍の必死の抗戦によって撃退されており、チンギス・カンの末子のトルイとチグゥが徳興周辺の諸城を平定して徳興を孤立させようと活動していた。西京行枢密院軍北上の報が至ると、チンギス・カンはトルイ率いる別動隊を残して自ら西京行枢密院軍を撃退すべく南下した。西京行枢密院軍を率いて北上した奥屯襄はモンゴル軍に誘い込まれ、代州を発した完顔定奴軍の合流が遅れたこともあり、墨合口の戦いで惨敗を喫した。なお、この戦いではモンゴルに投降したばかりの劉伯林が活躍したとされる（劉伯林は後に西京を拠点とする漢人世侯となる）。しかし、この直後に同じく西京から発した執中率いる金軍はチンギス・カン率いる軍団を奇襲し、チンギス・カンに流れ矢が当たったことでモンゴル軍は撤退に追い込まれた。『元史』太祖本紀における「チンギス・カンは1212年に西京を包囲したが失敗し退却した」という他の史料に見られない記述は、この西京行枢密院軍との一連の戦闘が誤って伝えられたものであると推測される。
以上のように、1212年中はモンゴル軍と金軍の間に一進一退の攻防が続けられ、戦線は膠着していたとするのが『聖武親征録』などの伝える戦況であった。ところが、『元朝秘史』『金史』『元史』などは野狐嶺での勝利後、モンゴル軍はその余勢をかってすぐさま居庸関を攻略し、中都包囲に至ったかのように記す。このような戦況が成り立たないことを証明する傍証として、金朝と南宋間の外交記録が挙げられる。1211年末、南宋から派遣された使者に対して金朝側は国内不穏を理由に受け入れを拒否しており、これは明らかに野狐嶺の戦いにおける惨敗を受けて金朝朝廷が動揺した結果であった。ところが、1212年中はかえって通常通りに南宋からの使者を受けいれており、1213年に至って再び南宋からの使者を拒否している。『金史』や『元史』などの伝えるように野狐嶺の戦い後すぐに中都包囲が始まっていたとすれば1212年中に南宋からの使者を受け容れる余裕があるはずもなく、このような外交記録は1212年中は戦線が膠着していたとする『聖武親征録』の記述が最も正しいことを立証する。
もっとも、1212年中に徳興一帯で戦線が膠着したのは野狐嶺での激戦によってモンゴル側の損耗も大きかったという側面も強く、1213年に金軍は縉山行省を新設して北方に向かわせたが、その布陣は既に徳興・宣徳の放棄を前提としたものであった。果たして体勢を立て直したモンゴル軍が1213年に再度南下を始めると、金朝側は連敗を続けて華北地方を蹂躙されるに至った。以後、金朝側はモンゴル軍の侵攻に対してほとんど対応できず、一方的に攻められた末に中都が陥落し、事実上黄河以北の統治権を失うに至ることになる。

## 評価
野狐嶺の戦いがモンゴル帝国の第一次金朝侵攻において最大の激戦であり、一連の戦役の勝敗を決定づける大会戦であったことは当時より認識されており、『金史』『元史』を始めとする諸史料で特筆されている｡ 『聖武親征録』はこの一戦によって「金の精鋭は尽くここに没す」と述べ、また『金史』巻93承裕伝は完顔承裕の怯懦が野狐嶺での惨敗を招いたとした上で、「金の亡国はここに兆す（金之亡国、兆於此）」と評している。
また、近年のモンゴル史研究者の中でも、牧野修一が「極論すれば、金朝の運命はこの年（1211年）に決まったといってもよい程なのである」と述べ、杉山正明も「（緒戦の勝利が）以後の戦争のゆくえと、モンゴルと金朝の運命を大きく決した」と述べるなど、野狐嶺の戦いがモンゴル・金戦争の帰趨を決定づける重要な戦闘であったことは共通認識とされている。要するに、本来はモンゴルに対して圧倒的な国力差があったはずの金朝がモンゴル軍に一方的に蹂躙されたのは、緒戦において国営牧場と契丹人騎兵部隊を失い、更に切り札たる精鋭部隊が野狐嶺の戦いで壊滅したことによってモンゴルの機動部隊に対抗する術を失ったことにあったと言える。